# Нікольський собор (Відень)
Собор святителя Миколая Чудотворця — православний храм у місті Відні (3-й район); в даний час кафедральний собор Віденської єпархії Російської православної церкви.
Настоятель — протоієрей Володимир (Тищук).

## Історія

### Перший храм
Перша (Троїцька) церква була перевезена до Відня у 1762 році на прохання посла князя Д. М. Голіцина з Аугсбурга. У храмі був іконостас «на блакитній камці». Церква була розміщена в будинку князя, а потім «в особливій вітальні».
У 1781 році церква переїхала в інше, тісне та погано освітлене місце. У 1803 році храм перенесли в нове, більш пристосоване місце, а в 1812 році — в будинок на Вальфішгассе, 5

### Сучасний собор
Храм побудований як посольський (при російському імператорському посольстві) у 1893—1899 роках за проектом Григорія Івановича Котова італійським архітектором Луїджі Джакомеллі. Значну частину витрат на будівництво (400 000 рублів) склали пожертви імператора Олександра III.
Освячений 4 квітня 1899 року архієпископом Холмським і Варшавським Ієронімом.
Після початку Першої світової війни, зважаючи на розрив дипломатичних відносин між Росією і Австрією, посольство було закрито, а разом з ним і собор. По встановленні в лютому 1924 року дипломатичних відносин між СРСР і Австрією, храм був переданий у відання громади в юрисдикції лояльного Москві митрополита Євлогія (Георгіївського). Останній, разом зі своїми приходами, перейшов у лютому 1931 року у юрисдикцію Константинопольського патріархату (Західноєвропейський екзархат російських парафій).
Після початку Німецько-радянської війни в червні 1941 року, вся нерухомість радянської дипломатичної місії у Відні, включаючи собор, була конфіскована Зовнішньополітичним відомством Третього рейху. 19 травня 1943 року собор був переданий у тимчасове користування громаді РПЦЗ на чолі з полковником у відставці Георгом фон Генюком.
Після захоплення Відня радянськими військами в травні 1945 року, храм перейшов у відання Московського патріархату.
У 1962 році, через заснування Синодом РПЦ Віденської та Австрійської єпархії, храм став іменуватися кафедральним собором.
19 травня 1969 року парафія собору була визнана юридичною особою.
З 1975 року до 1991 року архієпископом (згодом митрополитом) Віденським був Іриней (Зуземіль).
З 2003 по 2008 рік у соборі проводилася реставрація, по закінченні якої планувалося освячення оновленого храму. Однак замість нього 21 грудня 2008 року була проведена панахида по покійному Патріарху Алексію II.

## Архітектура
Церква виконана у формах традиційної російської архітектури.
У будівлі собору 2 поверхи: верхній храм освячено в ім'я святителя Миколи Чудотворця; нижній — в пам'ять імператора Олександра III, його покровителя благовірного князя Олександра Невського.

Поруч з храмом знаходяться адміністративні приміщення єпархії. 

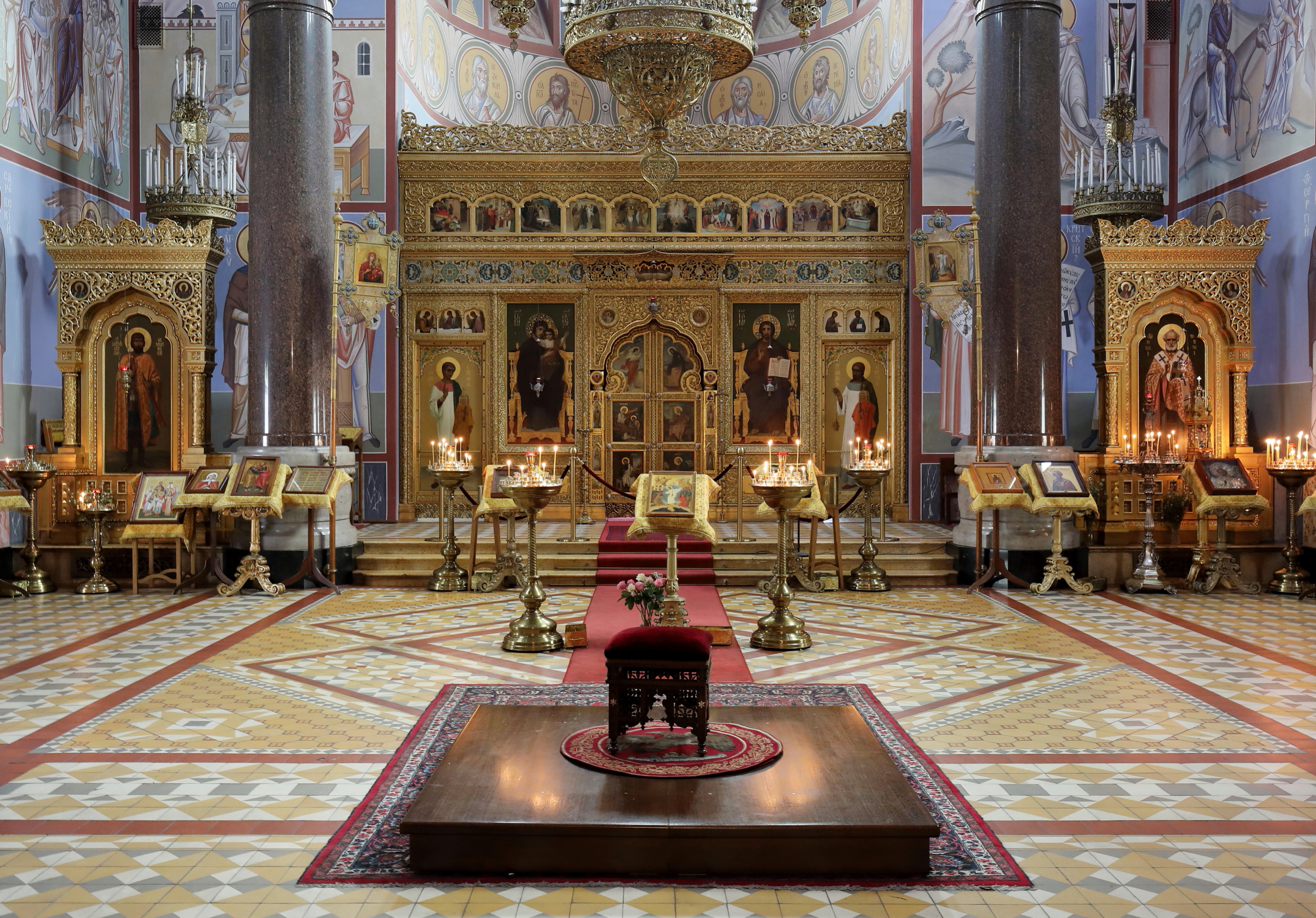